# Anavilhanas
El Parc nacional de les Anavilhanas és el major arxipèlag fluvial del món amb a prop de 400 illes. Se situa en el Rio Negro, ubicat a uns 70 km de Manaus, al costat del Parc Nacional del Jaú, comprèn els municipis de Manaus i Novo Airão. Té una àrea de 350.018 ha i va ser creada pel decret n.º 86.061 de 2 de juny de 1981.
Pels grups definits pel SNUC (Sistema Nacional d'Unitats de Conservació de la Naturalesa) és una Unitat de Protecció Integral. Sent així l'ús dels seus recursos naturals, només de manera indirecta.

Mapa del Parc